# Gerő Péter (tanár)
Gerő Péter (Budapest, 1949. július 28. –) tanár, tananyagszerző, a felnőttkori tanulás szakértője.

## Életrajz
Édesapja Gerő Tivadar, édesanyja Munkácsi Judit. 1963 és 1967 között a Fazekas Mihály Gyakorlógimnáziumba járt, majd 1972-ben diplomát szerzett az ELTE Természettudományi Karán matematika-fizika szakon.
A felnőttképzést a SZÁMALK elődjének számító SZÁMOK-ban kezdte, majd a Fővárosi Oktatástechnológia Központban (FOK) folytatta, ahol oktatási- és módszertani igazgatóhelyettesként dolgozott. Ekkor ismerte meg egy brit képzésen az „open and flexible learning" alapelveket, melyet a FOK-ban „kötetlen és önálló tanulás" néven használtak.
Docensként folyamatosan fejlesztette az „élethelyzethez igazított tanulás” (Life Tailored Learning) felnőttképzési módszertant a Vendéglátóipari és Idegenforgalmi Főiskolán. A már kiforrott módszertant első alkalommal a Zrínyi Miklós Nemzetvédelmi Egyetem oktatói számára szervezte meg képzésként, majd később a Pannon Egyetem oktatóinak, illetve a Pécsi Tudományegyetem és a Szent István Egyetem hallgatóinak.
A tananyagfejlesztés terén elért eredményei miatt a Szent István Egyetem 2011-ben címzetes egyetemi docensnek nevezte ki, 2008-ban pedig a Zrínyi Miklós Nemzetvédelmi Egyetem adta ki az élethelyzethez igazított tanulásról szóló tankönyvét.
Doktori abszolutóriumot szerzett a Szegedi Tudományegyetem „A kognitív képességek fejlődése és fejlesztése” doktori iskolájában, majd doktori fokozatát 2012-ben szerezte meg a Nemzeti Közszolgálati Egyetemen.
A Neumann János Számítógép-tudományi Társaság „Multimédia az oktatásban” szakosztályának tagja, megalapítója a multimédia minőségi díjnak, és a „Multimédia az oktatásban” konferencia sorozat örökös tagja. 2015 óta a Közösségi Kapcsolat Alapítvány kuratóriumának elnöke.
1999-ben egy éven át előbb szakértőként, majd műsorvezetőként is megjelent a Duna Televízió „Katedra nélkül" blokk keretében kéthetente adásba került InformaTéka műsorában.
2019 óta szerkesztő-műsorvezetőként dolgozik a Rádió Bézsnél és a Civil Rádiónál: a két rádió közös „Szia, Tanár Úr!” műsor-sorozatának gazdája, illetve időnként publikál a Népszava című újságban.
Fiai Zoltán (1986) és Dávid (1988).

## Publikációk és előadások
A publikációs listán húsznál több tankönyv, könyv és nyomtatott oktatóanyag szerepel. Ezek az 1980-as években a számítógépes programozásról, míg az 1990-es évektől kezdve a tanulás és tanítás módszertanáról szóltak.
- Bodor Tibor – Gerő Péter: Bevezetés a korszerű Fortran programozásba (SZÁMALK, 1983)
- Bodor Tibor – Gerő Péter: A BASIC programozás technikája (SZÁMALK, 1983)
- Bodor Tibor – Gerő Péter: A Commodore 64 programozásának gyakorlata (sorozat, SZÁMALK, 1988)
- a SZÁMOK Programozás Oktatási Osztály munkatársaként, a COBOL programnyelv tanításának belső anyagai, feladatgyűjteményei (1979-1981)
- Bevezetés a kötetlen tanulásba (tutorképző tanulócsomag, Fővárosi Oktatástechnológiai Központ: a csomag szakértője, a hálózati tutorokat képző program tervezője és a hálózati tutorok – más tutorok képzésére is feljogosított tutorok – tutora)
- A kötetlen tanulás indítása felsőoktatási intézményekben (tanulócsomag, Fővárosi Oktatástechnológiai Központ: a csomag multimédia anyagainak adaptálója volt)
- Képzett képviselők – hatékony önkormányzat (tanulócsomag, Fővárosi Oktatástechnológiai Központ, 1994: a csomaghoz tartozó tutorképző anyagok készítője és a kb. 100 főre kiterjedő szaktutor-képzés vezetője)
- Tanári munka a kötetlen és önálló tanulásban (előadás az AgriaMédia konferencián, Eger, 1994)
- A biztosítási üzletkötés mesterfokon; Módszertani segédlet az üzletkötők oktatói számára (adaptálás, Fővárosi Oktatástechnológiai Központ, 1997)
- a Fővárosi Oktatástechnológiai Központban a „munkaerőpiaci instruktorokat” képző instruktorok képzési anyagának egyik adoptálója, a képzés egyik vezetője (1996)
- Pedagógus-szemmel a nem-informatikus hallgatók informatika-tanulásáról (szekció-előadás az Informatika a felsőoktatásban konferencián, Debrecen, 1999)
- Multimédia: eszköz? technológia? szemlélet? (előadás a Magyar Tudomány Napján a Gábor Dénes Főiskolán, Budapest, 1999)
- Az informatika felhasználása a távoktatásban (előadás a Magyar Tudomány Napján a Gábor Dénes Főiskolán, Budapest, 2000)
- A távoktatás minőségbiztosítása (a SZÁMALK OKK által koordinált, öt országra kiterjedő, Internet-alapú képzést megvalósító SOCRATES-projekt oktatási szakértője, magyar nyelvű facilitátora, a CD-n is megjelentetett tananyag egyik szerkesztője; 2000.)
- Pedagógia (az oktatásszervezői képzés tananyaga: SZÁMALK Oktatási Központ, 2001.)
- Andragógia (az oktatásszervezői képzés tananyaga: SZÁMALK Oktatási Központ, 2001.)
- Számítógép-használóvá válás túl az iskoláskoron (előadás a székesfehérvári Multicenter-ben, 2001)
- A virtuális osztályterem (előadás a Magyar Tudomány Napján a Gábor Dénes Főiskolán, Budapest, 2001)
- Képzési paradigmák a (felnőttkori) számítástechnika-tanulásban (előadás a Magyar Tudomány Napján a Gábor Dénes Főiskolán, Budapest, 2003)
- A mesterséges intelligencia alkalmazása (Iskolakultúra, 2006)
- A multimédia és a művelődésszervező képzés (társszerzőként: Cathedra Scientarium Socialium, 2006)
- Összefoglaló áttekintés „Az élethelyzethez igazított tanulás pedagógiai gyakorlata” című tananyagról és az azonos című ZMNE-tanfolyamról (előadás a Felnőttképzés Fejlesztéséért Közhasznú Egyesület és a Tudományos Ismeretterjesztő Társulat „A képzők szerepe a felnőttek tanulásában” konferenciáján)
- Az élethelyzethez igazított tanulás pedagógiai gyakorlata (előadás a Zrínyi Miklós Nemzetvédelmi Egyetem „Nyelv, szaknyelv, katonai szaknyelv” konferenciáján, 2007.)
- Az élethelyzethez igazított tanulás pedagógiai gyakorlata (előadás a MoodleMoot2007 konferencián, 2007.)
- Az élethelyzethez igazított tanulás pedagógia gyakorlata (Felnőttképzési Szemle, 2008)
- Az élethelyzethez igazított tanulás (egyetemi tankönyv, ZMNE, 2008)
- Az élethelyzethez igazított tanulás és ami mögötte van (Szakmai Szemle, Budapest, 2008)
- The pedagogic practice of Life-Tailored Learning (Journal of Applied Multimedia, 2008)
- Az élethelyzethez igazított tanulás (előadás az AgriaMédia konferencián, 2008)
- Egyedül, de nem magányosan (előadás az Eszterházy Károly Főiskola Andragógia és Közművelődés Tanszék „Nonformális – Informális – Autonóm Tanulás” konferenciáján, 2009.)
- Az élethelyzethez igazított tanulás (előadás a Magyar Művelődési Intézet „e-Kultúra 2009” konferenciáján, 2009.)
- Hová bújt az elsajátítási motiváltság? (előadás az ELTE Pedagogikum Központ I. Oktatás-informatikai Konferenciáján, 2009.)
- Az e-learning technológiája, avagy: ha a hegy nem megy Mohamedhez… (előadás a Pécsi Tudományegyetem Felnőttképzési és Emberi Erőforrás-fejlesztési Kar Regionális Távoktatási Központ „E-tanuló, távtanuló (Az e-learning és a távoktatás gyakorlata a magyar felsőoktatásban)” konferenciáján, 2009.)
- A felnőtt tanulók változó szerepeiről (előadás a Pécsi Tudományegyetem Felnőttképzési és Emberi Erőforrás-fejlesztési Kar „Kihívások, kérdések és feladatok a magyar felnőttképzésben” konferenciáján, 2009.)
- Önálló tanulás az informatika korában: önirányító tanulás a gyakorlatban (Tudásmenedzsment, Pécs, 2009)
- Letero de eksterulo – pri ebla eksperimento metodologia (Internacia Pedagogia Revuo, 2010)
- Biztonságosan és magabiztosan (szerzőként és szerzői projekt vezetőjeként, Novell, 2010)
- A tanítás-tanulás eszközei és módszerei – egymást fejlesztve és egymásra várva (Hadmérnök, Budapest, 2010)
- Az élethelyzethez igazított tanulás a pedagógus-továbbképzésben (előadás az ELTE Pedagogikum Központ II. Oktatás-informatikai Konferenciáján, 2010.)
- Seres György – Gerő Péter: E-learning from the point of view of methodology (AARMS, 9. évf. 2. sz., 2010, pp. 377-394.)
- György Seres, Péter Gerő: e-learning from the point of view of methodology (Case study and conclusions on using Life Tailored Learning in higher education) (AARMS, Vol. 9. No. 2. 2010, pp. 377.394)
- Az élethelyzethez igazított tanulás (e-learning) alkalmazása a katonai felsőoktatás példáján (PhD értekezés, Budapest, 2011., Zrínyi Miklós Nemzetvédelmi Egyetem)
- Rendszergazdátlan Klub (a tanulmánykötet egyik szerzőjeként; szerk. Dr. Seres György, Lamber Academic Publishing, Riga, 2020)
- SysAdminLess Club (a tanulmánykötet egyik szerzőjeként; szerk. Dr. Seres György, Lamber Academic Publishing, Riga, 2020)
- Van-e értelme egyáltalán a választás fenségéről beszélni? in: A választás fensége, szerk. Szentpéteri Nagy Richard, Noran Libro, Budapest, 2021, pp. 286-299.

Sorozat a Konzervatív Szemlében:[forrás?]
- Paralimpia – mi ez a bolondság? [2017/1]
- Mikor születik a kenguru? [2017/2]
- Női munkalehetőség – női munkakényszer [2017/3]
- Egyenlő elbírálás, azonos mérce? [2017/4]
- Mi normális, mi nem? [2018/1]
- Az esélyegyenlőség esélyei [2018/2]
- A buborékrepesztés Kis Kézikönyve [részletekben: 2018/3, 2018/4, 2019/1, 2019/2]
- A fenntartható fenntarthatóságról [2019/3]
- Magyar nemcsak otthon lehetsz [2019/4]
- Jókai: a forradalmár, az író és a bableves [2020/1]
- Miért nem azt kérdezzük, amire választ várunk? [2020/2]

## Multimédia az oktatásban konferencia-sorozat
Gerő Péter a Neumann János Számítógép-tudományi Társaság által megrendezett Multimédia az oktatásban konferencia-sorozat programbizottsági tagja. A sorozat konferenciáin 2009 óta adják át a Gerő Péter által megalapított multimédia minőségi díjat, melynek 3 kategóriája van: a tananyag-díj, a képzés-díj és az életműdíj.
Gerő Péter előadásai a konferencia-sorozaton:
- 1999, Pannon Agrártudományi Egyetem, Keszthely (akkor még Georgikon Média néven): Tájkép a ló túloldaláról (Mire való és mire nem való a multimédia az oktatás folyamatában)
- 2000, SZÁMALK, Budapest: Multimédia, a csodák világa (plenáris előadás); A SZÁMALK OKK Multimédia Műhelye
- 2001, Zrínyi Miklós Nemzetvédelmi Egyetem, Budapest: Tananyag-fejlesztés a multimédia-világban
- 2002, Dunaújvárosi Főiskola, Dunaújváros: Tudjuk-e, hogy mire jó? (Néhány tapasztalat a Gábor Dénes Főiskola multimédia szakirányáról)
- 2003, Pécsi Tudományegyetem, Pécs: Multimédia: a tanítás-tanulás kétélű fegyvere (plenáris vitaindító)
- 2004, Szegedi Egyetem, Szeged: A multimédia és a személyes hatás
- 2006, Kaposvári Egyetem, Kaposvár: A megértés nehézségei (Egy kudarc és a tanulságok)
- 2007, Budapesti Műszaki Főiskola, Budapest: Az élethelyzethez igazított tanulás pedagógiai gyakorlata
- 2008, Zsigmond Király Főiskola, Budapest: Az élethelyzethez igazított tanulás
- 2009, Debreceni Egyetem – Kölcsey Ferenc Református Tanítóképző Főiskola, Debrecen: Az élethelyzethez igazított képzés és tanulás módszertana
- 2010, Nyíregyházi Főiskola, Nyíregyháza: Az eszközök és módszerek kölcsönhatásairól
- 2012, Károly Róbert Főiskola, Gyöngyös
- 2014, Nyugat-Magyarországi Egyetem, Sopron: Az élethelyzethez igazított tanulás módszertanának összefoglalása, érvényességi köre, hiányosságai, továbblépési lehetőségei
- 2017, Kolozsvár: Mitől függ a tanulás sikere; Az angolszász és a „kontinentális” oktatási hozzáállás
- 2018, Budapest: Melyik kályhától induljunk?
- 2019, Budapest: Ne játsszunk a játékossággal!
- 2020, Dunaújváros: Mi is az, amit nem pótol az online tanulási környezet?
- 2023, Szeged: Lassan már én is értem, hogy mi az élethelyzethez igazított tanulás